# Alex Kontorovich

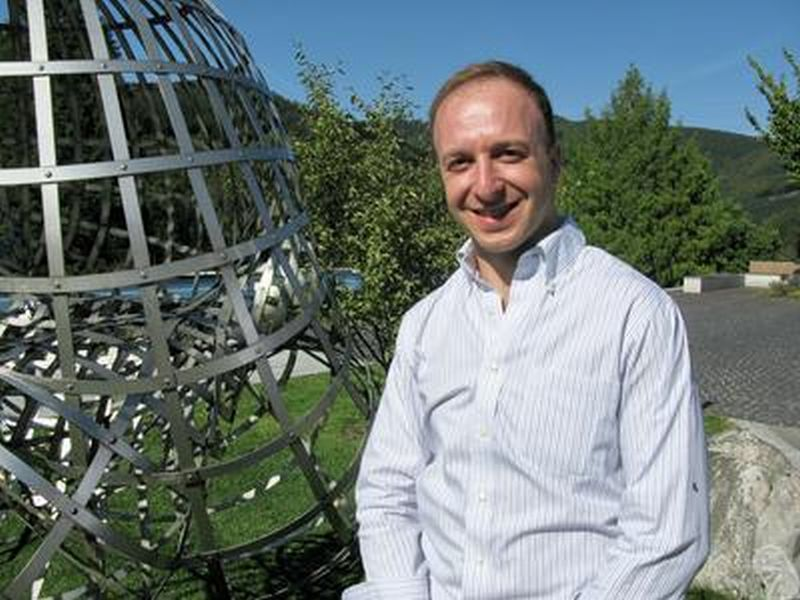
Alex Kontorovich, Oberwolfach 2011

Alex V. Kontorovich (* 22. September 1980 in der Sowjetunion) ist ein US-amerikanischer Mathematiker, der sich mit analytischer Zahlentheorie, Automorphen Formen und Darstellungstheorie, L-Funktionen, harmonischer Analysis und homogener Dynamik befasst.

## Leben
Kontorovich studierte ab 1998 an der Princeton University unter anderem bei Jakow Sinai, wobei er auch Jazz- und Saxophonstudien belegte und 2002 den Bachelor-Abschluss in Mathematik erwarb, und an der Columbia University mit der Promotion bei Dorian Goldfeld (und Peter Sarnak) 2007 (The Hyperbolic Lattice Point Count in Infinite Volume with Applications to Sieves). Von 2007 bis 2010 war er „Tamarkin Assistant Professor“ an der Brown University, 2010/11 Assistant Professor an der State University of New York at Stony Brook und danach Assistant Professor und ab 2014 Associate Professor an der Yale University. Seit 2014 ist er Associate Professor an der Rutgers University.
Er war Gastwissenschaftler in Harvard, an der ETH Zürich und am Institute for Advanced Study (2009–2010, 2013–2014).

## Werk
2011 bewies er mit Jean Bourgain eine Vermutung von Zaremba von 1971 über Kettenbrüche, ob jede natürliche Zahl als Nenner einer rationalen Zahl vorkommt, deren Kettenbruchentwicklung Teilzähler hat aus einer nach oben beschränkten Menge natürlicher Zahlen (z. B. aus der Menge {\displaystyle \{1,2,3,4,5\}}). Zaremba vermutete, dass dies so ist und Kontorovich und Bourgain bewiesen dies.
2008 bewies er mit Hee Oh einen Satz über die fraktale Dimension ebener Apollonischer Kreispackungen (fraktale Dimension {\displaystyle \delta =1,30568\dots }, Anzahl Kreise mit Radius größer {\displaystyle r} ist {\displaystyle N(r)\sim C\cdot r^{\delta }}, wobei die Konstante {\displaystyle C} von den ersten drei sich gegenseitig berührenden Kreisen abhängt). Dabei nutzten sie zahlentheoretische und dynamische Aspekte des Problems, die zuvor insbesondere Jeffrey Lagarias, Peter Sarnak, Allan Wilks und Ronald Graham erkundeten.
2014 erhielt er den Levi-L.-Conant-Preis für den Aufsatz From Apollonius to Zaremba: Local-global phenomena in thin orbits.  Darin schlug er überraschende Verbindungen zwischen zahlentheoretischen und geometrischen Problemen. Das zahlentheoretische Problem ist das oben erwähnte Zaremba-Problem. Bei dem geometrischen Problem geht es um von ihm sogenannten ganzzahligen Soddy-Kugelpackungen (benannt nach dem Chemiker Frederick Soddy), Verallgemeinerungen von Apollonischen Kreispackungen auf drei Dimensionen, wobei die Krümmungen ganzzahlig sind. Kontorovich bewies, dass genügend große natürliche Zahlen, die gewissen Kongruenzbedingungen des Problems genügen (zulässig sind) als Krümmung in einer solchen Kugelpackung darstellbar sind.
Er befasst sich auch mit dem Collatz-Problem ((3n+1)-Vermutung) und entwickelte stochastische Modelle zur Vorhersage der damit verbundenen Dynamik mit Jeffrey Lagarias. Hier und in einem Problem der Verteilung der Werte von L-Funktionen zeigte er mit Steven J. Miller die Gültigkeit von Benfords Gesetz.

## Sonstiges
2013 bis 2015 war er Sloan Research Fellow. Er ist Fellow der American Mathematical Society.
Er ist auch in verschiedenen Klezmer-Musik-Bands als Saxophonist und Klarinettist aktiv und komponiert. Er ist Gründungsmitglied der Klez Dispensers und spielte mit den Klezmatics. Kontorovich spielt auch Jazz und klassische Musik.
Er ist US-amerikanischer Staatsbürger.

## Schriften
- From Apollonius to Zaremba: Local-global phenomena in thin orbits, Bulletin AMS, Bd. 50, 2013, S. 187–228,  Arxiv
- mit Jean Bourgain: On the Local-Global Conjecture for Apollonian Gaskets, Inventiones Mathematicae, Band 196, 2014, S. 589–650, Arxiv
- mit Jean Bourgain: On Zaremba’s Conjecture, Annals of Mathematics, Band 180, 2014, S. 137–196, Arxiv Preprint, 2011
- mit Hee Oh: Apollonian Packings and Horospheres on Hyperbolic 3-manifolds, Journal of the AMS, Band 24, 2011, S. 603–648, Arxiv
- mit Hee Oh: Almost Prime Pythagorean Triples in Thin Orbits, J. Reine Angew. Math., Band 667, 2012, S. 89–131, Arxiv